# Vamlingbo distrikt
Vamlingbo distrikt är ett distrikt i Gotlands kommun och Gotlands län. 
Distriktet ligger på sydligaste delen av Gotland.

## Tidigare administrativ tillhörighet
Distriktet inrättades 2016 och utgörs av socknen Vamlingbo.
Området motsvarar den omfattning Vamlingbo församling hade vid årsskiftet 1999/2000.